# Astrea guettardi
Espèce
Astrea guettardi est une espèce éteinte de coraux de la famille des Merulinidae.